# Aneta Rajda
Aneta Rajda (ur. 6 maja 1976) – polska lekkoatletka uprawiająca biegi długodystansowe, specjalizująca się w biegu 24-godzinnym.

## Życiorys
W 2016 roku podczas Mistrzostw Polski w biegu 24-godzinnym w Krakowie zdobyła srebrny medal z wynikiem 214,172 km.
Podczas Mistrzostw Europy w biegu 24-godzinnym w Albi zdobyła złoty medal drużynowo z wynikiem 206,560 km.
W 2017 roku podczas Mistrzostw Świata w biegu 24-godzinnym w Belfaście zdobyła srebrny medal drużynowo z wynikiem 225,306 km.
W 2018 roku podczas Mistrzostw Polski w biegu 24-godzinnym w Łysych zdobyła srebrny medal z wynikiem 228,399 km.
Podczas Mistrzostw Europy w biegu 24-godzinnym w Timișoarze zdobyła złoty medal drużynowo z wynikiem 227,263 km.
W 2019 roku podczas Mistrzostw Polski w biegu 24-godzinnym w Supraślu zdobyła złoty medal z wynikiem 223,000 km.
Podczas Mistrzostw Świata w biegu 24-godzinnym w Albi zdobyła srebrny medal drużynowo z wynikiem 223,277 km.
W 2020 roku podczas Mistrzostw Polski w biegu 24-godzinnym w Pabianicach zdobyła brązowy medal z wynikiem 233,951 km.
W 2021 roku podczas Mistrzostw Polski w biegu 24-godzinnym w Pabianicach zdobyła srebrny medal z wynikiem 232,857 km.
W 2022 roku podczas Mistrzostw Europy w biegu 24-godzinnym w Weronie zdobyła złoty medal drużynowo z wynikiem 234,274 km.
W 2023 roku podczas Mistrzostw Świata w biegu 24-godzinnym w Tajpej zdobyła złoty medal drużynowo z wynikiem 221,229 km.

## Osiągnięcia
| Rok  | Impreza                                      | Miejsce   | Konkurencja   | Pozycja     | Wynik     |
| ---- | -------------------------------------------- | --------- | ------------- | ----------- | --------- |
| 2016 | Mistrzostwa Europy w biegu 24-godzinnym 2016 | Albi      | indywidualnie | 24. miejsce | 206 560 m |
| 2016 | Mistrzostwa Europy w biegu 24-godzinnym 2016 | Albi      | drużynowo     | 1. miejsce  | 701 429 m |
| 2017 | Mistrzostwa Świata w biegu 24-godzinnym 2017 | Belfast   | indywidualnie | 20. miejsce | 225 306 m |
| 2017 | Mistrzostwa Świata w biegu 24-godzinnym 2017 | Belfast   | drużynowo     | 2. miejsce  | 741 886 m |
| 2018 | Mistrzostwa Europy w biegu 24-godzinnym 2018 | Timișoara | indywidualnie | 6. miejsce  | 227 263 m |
| 2018 | Mistrzostwa Europy w biegu 24-godzinnym 2018 | Timișoara | drużynowo     | 1. miejsce  | 720 454 m |
| 2019 | Mistrzostwa Świata w biegu 24-godzinnym 2019 | Albi      | indywidualnie | 18. miejsce | 223 277 m |
| 2019 | Mistrzostwa Świata w biegu 24-godzinnym 2019 | Albi      | drużynowo     | 2. miejsce  | 721 124 m |
| 2022 | Mistrzostwa Europy w biegu 24-godzinnym 2022 | Werona    | indywidualnie | 13. miejsce | 234 274 m |
| 2022 | Mistrzostwa Europy w biegu 24-godzinnym 2022 | Werona    | drużynowo     | 1. miejsce  | 754 822 m |
| 2023 | Mistrzostwa Świata w biegu 24-godzinnym 2023 | Tajpej    | indywidualnie | 25. miejsce | 221 229 m |
| 2023 | Mistrzostwa Świata w biegu 24-godzinnym 2023 | Tajpej    | drużynowo     | 1. miejsce  | 726 552 m |